# Дискография Селены
Дискография американской певицы Селены насчитывает пять студийных альбомов, три концертных альбома, три бокс-сета, два альбома ремиксов, два саундтрека, двадцать четыре сингла и двадцать сборников лучших песен.
Селена дебютировала на музыкальной сцене в 1980 году как солистка группы Selena y Los Dinos. Её первые альбомы в составе коллектива, выпущенные на инди-лейблах, не имели успеха в хит-парадах. В 1989 году Селена подписала контракт с лейблом EMI Latin в качестве сольной исполнительницы, при этом музыканты из её коллектива продолжили с ней гастролировать. В том же году певица выпустила дебютный сольный альбом Selena, закрепившийся на седьмой позиции в чарте Billboard Regional Mexican. Этот диск продавался намного лучше, чем записи других певиц, исполняющих музыку техано. В 1990 году вышла вторая сольная пластинка Селены Ven Conmigo, которая стала первым женским альбомом в стиле техано, получившим золотой статус в США. Следующий альбом Селены Entre a Mi Mundo и композиция «Como la Flor» помогли ей завоевать популярность в Мексике. Entre a Mi Mundo является первым студийным релизом в стиле техано, записанным женщиной, продажи которого превысили 300 000 экземпляров; он был признан самым продаваемым альбомом в категории Regional Mexican по версии журнала Billboard. Диск также занял вторую строчку в чарте Regional Mexican всех времён.
В 1993 году Селена выпустила концертный альбом Live!, в который вошли три новых студийных трека. Пластинка добралась до второй строчки в американском хит-параде Billboard Top Latin Albums и получила золотой статус за 500 000 проданных экземпляров. В марте 1994 года вышел четвёртый студийный альбом Селены Amor Prohibido. Он дебютировал под третьим номером в чарте Billboard Top Latin Albums и под первым в Billboard Regional Mexican Albums. Amor Prohibido стал вторым альбомом в стиле техано, который к концу года был распродан тиражом в 500 000 экземпляров. Вскоре председатель EMI Чарльз Коппельман пришёл к мнению, что Селена достигла высот на испаноязычной сцене и решил начать продвигать её как сольную исполнительницу на англоязычный музыкальный рынок. К марту 1995 года Селена записала четыре песни для альбома на английском языке. 31 марта 1995 года Селену застрелила Иоланда Сальдивар, подруга и бывший менеджер её бутиков, из-за конфликта, связанного с пропажей денежных средств из фан-клуба и магазинов Селены.
В июле 1995 года EMI Records и EMI Latin совместно выпустили посмертный англоязычный альбом Селены Dreaming of You. В день релиза в США было продано 175 000 экземпляров диска, а в первую неделю его продажи составили 331 000 экземпляров. Селена стала третьей исполнительницей после Джанет Джексон и Мэрайи Кэри, чей альбом был распродан тиражом более 300 000 экземпляров за одну неделю. Dreaming of You является первым альбомом испаноязычного исполнителя, дебютировавшим на вершине американского хит-парада Billboard 200. Селена стала третьей исполнительницей, чей посмертный альбом дебютировал на первом месте и первой певицей в истории Billboard, чьи пять студийных альбомов находились в чарте Billboard 200 одновременно. В США было продано 3,54 миллиона условных единиц альбома, за что ему 59 раз был присвоен платиновый статус. Согласно Nielsen SoundScan, по состоянию на 2017 год продажи диска в США составляют более 2,942 миллионов экземпляров, что делает его самым продаваемым латиноамериканским альбомом в стране за всё время. По состоянию на 2015 год мировые продажи альбома превышают пять миллионов экземпляров.
По состоянию на 2015 год по всему миру было продано более 65 миллионов пластинок Селены, что делает её самой коммерчески успешной исполнительницей в истории латиноамериканской музыки.

## Студийные альбомы
| 1989                                                              | Selena - Релиз: 17 октября 1989 - Лейбл: EMI Latin - Форматы: LP, аудиокассета, CD             | —  | — | 7 | —  | —                                                    | —                             |
| 1990                                                              | Ven Conmigo - Релиз: 6 октября 1990 - Лейбл: EMI Latin - Форматы: LP, аудиокассета, CD         | —  | — | 3 | —  | США: 3× платиновый                                   | США: 500 000                  |
| 1992                                                              | Entre a Mi Mundo - Релиз: 6 мая 1992 - Лейбл: EMI Latin - Форматы: LP, аудиокассета, CD        | 97 | 4 | 1 | —  | США: 10× платиновый                                  | США: 385 000 Мексика: 200 000 |
| 1994                                                              | Amor Prohibido - Релиз: 13 марта 1994 - Лейбл: EMI Latin - Форматы: LP, аудиокассета, CD       | 29 | 1 | 1 | —  | США: 36× платиновый                                  | США: 1 246 000                |
| 1995                                                              | Dreaming of You - Релиз: 18 июля 1995 - Лейбл: EMI / EMI Latin - Форматы: LP, аудиокассета, CD | 1  | 1 | — | 16 | США: 59× платиновый Мексика: золотой Канада: золотой | США: 2 942 000 Мир: 5 000 000 |
| «—» ставится, если альбом не попал в чарт и не имеет сертификаций |                                                                                                |    |   |   |    |                                                      |                               |

## Концертные альбомы
| 1993                                                              | Selena Live! - Релиз: 4 мая 1993 - Лейбл: EMI Latin - Форматы: LP, аудиокассета, CD          | 79  | 2  | 1  | США: золотой       | — |
| 2001                                                              | Live! The Last Concert - Релиз: 27 марта 2001 - Лейбл: EMI Latin - Форматы: аудиокассета, CD | 176 | 2  | —  | США: 3× платиновый | — |
| 2005                                                              | Unforgettable: The Live Album - Релиз: 29 марта 2005 - Лейбл: EMI Latin - Форматы: CD        | —   | 26 | 14 | —                  | — |
| «—» ставится, если альбом не попал в чарт и не имеет сертификаций |                                                                                              |     |    |    |                    |   |

## Сборники и бокс-сеты
| 1990                                                              | Mis Primeros Exitos - Релиз: 1990 - Лейбл: EMI Latin - Форматы: LP, аудиокассета, CD                                | —   | —  | 22 | — | —                   | —                            |
| 1991                                                              | Personal Best - Релиз: 1 июля 1991 - Лейбл: Sony Music Distribution - Форматы: LP, аудиокассета, CD                 | —   | —  | —  | — | —                   | —                            |
| 1991                                                              | Entertainers of the Year - Релиз: 1992 - Лейбл: EMI Latin - Форматы: LP, аудиокассета, CD                           | —   | —  | —  | — | —                   | —                            |
| 1993                                                              | Mis Mejores Canciones – 17 Super Éxitos - Релиз: 24 августа 1993 - Лейбл: EMI Latin - Форматы: LP, аудиокассета, CD | —   | —  | —  | — | США: 10× платиновый | —                            |
| 1994                                                              | Selena - Релиз: 1994 - Лейбл: EMI Latin - Форматы: LP, аудиокассета, CD                                             | —   | —  | —  | — | —                   | —                            |
| 1994                                                              | 12 Super Éxitos - Релиз: 18 октября 1994 - Лейбл: EMI Latin - Форматы: LP, аудиокассета, CD                         | 64  | 2  | 2  | — | США: золотой        | —                            |
| 1995                                                              | Las Reinas Del Pueblo - Релиз: 4 апреля 1995 - Лейбл: EMI Latin - Форматы: LP, аудиокассета, CD                     | 147 | 5  | 5  | — | —                   | —                            |
| 1995                                                              | Musipistas: 10 Exitos De Selena - Релиз: 23 июня 1995 - Лейбл: EMI Latin - Форматы: LP, аудиокассета, CD            | —   | —  | —  | — | —                   | —                            |
| 1996                                                              | Éxitos y Recuerdos - Релиз: 19 августа 1996 - Лейбл: Madacy Special Markets - Форматы: LP, аудиокассета, CD         | —   | 13 | 7  | — | —                   | —                            |
| 1998                                                              | Anthology - Релиз: 31 марта 1998 - Лейбл: EMI Latin - Форматы: аудиокассета, CD                                     | 131 | 1  | 1  | — | США: 10× платиновый | —                            |
| 1999                                                              | All My Hits – Todos Mis Exitos - Релиз: 31 марта 1998 - Лейбл: EMI Latin - Форматы: аудиокассета, CD                | 54  | 1  | 1  | — | США: 10× платиновый | США: 456 000 Канада: 100 000 |
| 2000                                                              | All My Hits – Todos Mis Exitos Vol. 2 - Релиз: 29 февраля 2000 - Лейбл: EMI Latin - Форматы: аудиокассета, CD       | 149 | 1  | 1  | — | США: 2× платиновый  | США: 34 493                  |
| 2002                                                              | Ones - Релиз: 1 октября 2002 - Лейбл: EMI Latin - Форматы: аудиокассета, CD                                         | 139 | 2  | —  | — | США: 18× платиновый | США: 400 000                 |
| 2003                                                              | Greatest Hits - Релиз: 24 июня 2003 - Лейбл: EMI Latin - Форматы: CD                                                | 117 | —  | —  | — | США: 4× платиновый  | —                            |
| 2004                                                              | Momentos Intimos - Релиз: 23 марта 2004 - Лейбл: EMI Latin - Форматы: CD                                            | —   | 11 | 7  | — | —                   | —                            |
| 2005                                                              | Selena Remembered - Релиз: 23 марта 2004 - Лейбл: EMI Latin - Форматы: CD                                           | —   | 61 | —  | — | —                   | —                            |
| 2005                                                              | Unforgettable: Ultimate Edition - Релиз: 5 апреля 2005 - Лейбл: EMI Latin - Форматы: CD                             | —   | —  | —  | — | США: платиновый     | —                            |
| 2006                                                              | Dos Historias - Релиз: 26 февраля 2006 - Лейбл: Univision Music Group - Форматы: CD                                 | —   | 21 | 3  | — | —                   | —                            |
| 2007                                                              | Through the Years/A Traves de los Años - Релиз: 3 апреля 2007 - Лейбл: EMI Latin - Форматы: CD                      | —   | 28 | 13 | — | —                   | —                            |
| 2007                                                              | Serie Verde - Релиз: 25 сентября 2007 - Лейбл: EMI Latin - Форматы: CD                                              | —   | —  | —  | — | —                   | —                            |
| 2010                                                              | La Leyenda - Релиз: 9 марта 2010 - Лейбл: EMI Latin - Форматы: CD                                                   | —   | 7  | 4  | — | США: платиновый     | —                            |
| 2011                                                              | 10 Great Songs - Релиз: 14 июня 2011 - Лейбл: EMI Latin - Форматы: CD                                               | —   | —  | —  | — | —                   | —                            |
| 2015                                                              | Lo Mejor de…Selena - Релиз: 31 марта 2015 - Лейбл: EMI Latin - Форматы: CD                                          | 102 | 2  | 2  | — | США: платиновый     | США: 40 000                  |
| «—» ставится, если альбом не попал в чарт и не имеет сертификаций | |     |    |    |   |                     |                              |

## Альбомы ремиксов
| Год  | Детали                                                                                        | Высшая позиция | Высшая позиция       | Высшая позиция              | Сертификат         |
| Год  | Детали                                                                                        | США            | США Top Latin Albums | США Regional Mexican Albums | Сертификат         |
| ---- | --------------------------------------------------------------------------------------------- | -------------- | -------------------- | --------------------------- | ------------------ |
| 1996 | Siempre Selena - Релиз: 5 ноября 1996 - Лейбл: EMI Latin - Форматы: аудиокассета, CD          | 82             | 1                    | 1                           | США: 2× платиновый |
| 2012 | Enamorada de Ti - Релиз: 3 апреля 2012 - Лейбл: EMI Latin - Форматы: CD, цифровая дистрибуция | 135            | 1                    | 1                           | США: Золотой       |

## Саундтреки
| Год  | Название | Высшая позиция | Высшая позиция | Сертификат         | продажи        |
| Год  | Название | США            | КАН            | Сертификат         | продажи        |
| ---- | --- | -------------- | -------------- | ------------------ | -------------- |
| 1997 | Selena: The Original Motion Picture Soundtrack - Релиз: 11 марта 1997 - Лейбл: EMI Latin - Форматы: аудиокассета, CD | 7              | 36             | США: 2× платиновый | США: 1 600 000 |
| 2020 | Selena: The Series Soundtrack - Релиз: 4 декабря 2020 - Лейбл: Capitol Latin - Форматы: цифровая дистрибуция         | 8              | —              | —                  | —              |

## Синглы
| 1989                                                             | «Contigo Quiero Estar»    | —  | —  | —  | —  | —  | —  | —  | —                  | —            | Selena                                         |
| 1989                                                             | «Sukiyaki»                | —  | —  | —  | —  | —  | —  | —  | —                  | —            | Selena                                         |
| 1989                                                             | «Mentiras»                | —  | —  | —  | —  | —  | —  | —  | —                  | —            | Selena                                         |
| 1990                                                             | «Baila Esta Cumbia»       | —  | —  | —  | 44 | —  | 16 | —  | США: 6× платиновый | —            | Ven Conmigo                                    |
| 1990                                                             | «Ya Ves»                  | —  | —  | —  | —  | —  | —  | —  | —                  | —            | Ven Conmigo                                    |
| 1990                                                             | «La Tracalera»            | —  | —  | —  | —  | —  | —  | —  | —                  | —            | Ven Conmigo                                    |
| 1992                                                             | «La Carcacha»             | —  | —  | —  | —  | —  | —  | —  | США: 3× платиновый | —            | Entre a Mi Mundo                               |
| 1992                                                             | «Como la Flor»            | —  | —  | —  | 6  | —  | 9  | —  | США: 3× платиновый | —            | Entre a Mi Mundo                               |
| 1992                                                             | «¿Qué Creías?»            | —  | —  | —  | 14 | —  | —  | —  | США: золотой       | —            | Entre a Mi Mundo                               |
| 1993                                                             | «Amame»                   | —  | —  | —  | 27 | —  | —  | —  | —                  | —            | Entre a Mi Mundo                               |
| 1993                                                             | «No Debes Jugar»          | —  | —  | —  | 3  | —  | —  | —  | США: платиновый    | —            | Selena Live!                                   |
| 1993                                                             | «La Llamada»              | —  | —  | —  | 5  | —  | —  | —  | США: платиновый    | —            | Selena Live!                                   |
| 1994                                                             | «Amor Prohibido»          | —  | —  | —  | 1  | 8  | 5  | —  | США: 7× платиновый | —            | Amor Prohibido                                 |
| 1994                                                             | «Bidi Bidi Bom Bom»       | —  | —  | —  | 1  | 11 | 4  | —  | США: 9× платиновый |              | Amor Prohibido                                 |
| 1994                                                             | «No Me Queda Más»         | —  | —  | —  | 1  | 13 | 1  | —  | США: 4× платиновый | —            | Amor Prohibido                                 |
| 1995                                                             | «Fotos y Recuerdos»       | —  | —  | —  | 1  | 12 | 1  | —  | США: платиновый    | —            | Amor Prohibido                                 |
| 1995                                                             | «Dreaming of You»         | 22 | 9  | 10 | 11 | 9  | —  | 30 | США: золотой       | США: 254 000 | Dreaming of You                                |
| 1995                                                             | «Techno Cumbia»           | —  | —  | —  | 4  | —  | 4  | —  | США: платиновый    | —            | Dreaming of You                                |
| 1995                                                             | «El Toro Relajo»          | —  | —  | —  | 24 | —  | 14 | —  | —                  | —            | Dreaming of You                                |
| 1996                                                             | «I’m Getting Used to You» | —  | 23 | 27 | —  | —  | —  | 65 | —                  | —            | Dreaming of You                                |
| 1996                                                             | «Siempre Hace Frio»       | —  | —  | —  | 2  | —  | 2  | —  | —                  | —            | Siempre Selena                                 |
| 1996                                                             | «No Quiero Saber»         | —  | —  | —  | 6  | 10 | 15 | —  | —                  | —            | Siempre Selena                                 |
| 1996                                                             | «Costumbres»              | —  | —  | —  | 15 | —  | 13 | —  | —                  | —            | Siempre Selena                                 |
| 1997                                                             | «Disco Medley»            | —  | —  | 38 | 25 | 8  | —  | —  | —                  | —            | Selena: The Original Motion Picture Soundtrack |
| «—» ставится, если сингл не попал в чарт и не имеет сертификаций |                           |    |    |    |    |    |    |    |                    |              |                                                |

### Промосинглы и другие песни
| 1992                                                             | «Missing My Baby»                                | —  | — | 22 | — | — | — | —  | —               | Entre a Mi Mundo                               |
| 1995                                                             | «I Could Fall in Love»                           | 12 | — | 5  | 2 | 1 | 5 | 10 | США: золотой    | Dreaming of You                                |
| 1995                                                             | «Tú Sólo Tú»                                     | —  | — | —  | 1 | — | 1 | —  | США: платиновый | Dreaming of You                                |
| 1996                                                             | «Captive Heart»                                  | —  | — | —  | — | — | — | —  | —               | Dreaming of You                                |
| 1997                                                             | «A Boy Like That»                                | —  | — | 4  | — | — | — | —  | —               | Selena: The Original Motion Picture Soundtrack |
| 1997                                                             | «Where Did the Feeling Go?»                      | —  | — | —  | — | — | — | —  | —               | Selena: The Original Motion Picture Soundtrack |
| 1997                                                             | «Is It the Beat?»                                | —  | — | —  | — | — | — | —  | —               | Selena: The Original Motion Picture Soundtrack |
| 2002                                                             | «Con Tanto Amor Medley»                          | —  | — | —  | — | — | — | —  | —               | Ones                                           |
| 2004                                                             | «Puede Ser» (при участии Нандо «Гуэро» Домингес) | —  | — | —  | — | — | — | —  | —               | Momentos Intimos                               |
| «—» ставится, если сингл не попал в чарт и не имеет сертификаций |                                                  |    |   |    |   |   |   |    |                 |                                                |

### Совместные песни
| 1991                                                             | «Buenos Amigos» (совместно с Альваро Торресом)         | 1  | — | —  | США: золотой | Nada Se Compara Contigo |
| 1994                                                             | «Donde Quiera Que Estés» (совместно с Barrio Boyzz)    | 1  | 1 | —  | США: золотой | Donde Quiera Que Estes  |
| 2005                                                             | «Baila Esta Kumbia» (совместно с группой Kumbia Kings) | 44 | — | 16 | —            | Duetos                  |
| «—» ставится, если сингл не попал в чарт и не имеет сертификаций |                                                        |    |   |    |              |                         |

## Видеоклипы
| Год  | Песня                                          | Режиссёр(ы)    |
| ---- | ---------------------------------------------- | -------------- |
| 1991 | «Buenos Amigos» (совместно с Альваро Торресом) |                |
| 1992 | «La carcacha»                                  | Сесилия Миниуч |
| 1993 | «La llamada»                                   | Сесилия Миниуч |
| 1994 | «Donde quiera que estés»                       | Лорис Белл     |
| 1994 | «Amor Prohibido»                               | Сесилия Миниуч |
| 1994 | «Bidi bidi bom bom»                            | Сесилия Миниуч |
| 1994 | «No me queda más»                              | Шон Дейвред    |

### Посмертные видео
| Год  | Песня                                             | Режиссёр(ы)               |
| ---- | ------------------------------------------------- | ------------------------- |
| 1995 | «No debes jugar»                                  |                           |
| 1995 | «Fotos y recuerdos»                               |                           |
| 1995 | «I Could Fall in Love»                            |                           |
| 1995 | «Dreaming of You»                                 |                           |
| 1995 | «Tú sólo Tú»                                      |                           |
| 1995 | «Techno Cumbia»                                   |                           |
| 1995 | «I’m Getting Used to You»                         |                           |
| 1996 | «Siempre hace frio» (при участии Дженнифер Лопес) |                           |
| 1996 | «No quiero saber»                                 |                           |
| 1997 | «A Boy Like That»                                 | Кенни Ортега              |
| 1997 | «Viviras Selena»                                  | Авраам Кинтанилья-младший |
| 1997 | «Disco Medley»                                    |                           |
| 1998 | «Missing My Baby» (Anthology remix)"              |                           |
| 2005 | «Baila Esta Cumbia (remix)»                       |                           |
| 2015 | «Como la Flor»                                    |                           |
| 2016 | «Tu No Sabes»                                     |                           |

## Комментарии
1. ↑  Согласно некоторым газетным источникам, Ven Conmigo является первым женским альбомом в стиле техано, получившим золотой статус за более 50 000 проданных экземпляров[4][5]. Однако Американская ассоциация звукозаписывающих компаний (RIAA) начала присваивать сертификаты латиноамериканским релизам только в 2000 году[6]. До этого ещё в 1963 году латиноамериканская музыкальная индустрия опиралась на неизвестный источник, который предоставлял данные о продажах, основанные только на сертификации[7].
2. ↑  Согласно книге Стейси Ли, продажи альбома составили 300 000 экземпляров[10]. По данным Марии Селесте Аррарас[англ.] было продано 385 000 экземпляров[11].
3. 1 2 3 4 5 6 7 8 9 10 11 12 13 14 15 16 17 18 19 20 21 22 23 24 25 26 27 28 29 30 31  для латиноамериканских релизов.
4. ↑  По другим данным было продано около 30 миллионов экземпляров пластинок певицы[32]
5. ↑  Альбом дебютировал в хит-парадах под третьим номером 18 марта 2000 года, его продажи составили 10 500 экземпляров[49]. 15 апреля, после пятой годовщины смерти певицы, было продано 8 000 экземпляров диска[50]. По состоянию на 22 апреля сборник занимал второе место в хит-параде Billboard Latin 50, а его продажи (по имеющимся данным) составили 34 493[51].
6. ↑  По состоянию на 2010 год, с 2005 года продано 254 000 цифровых экземпляров сингла[68].
7. ↑  «I'm Getting Used to You» не попала в хит-парад Billboard Hot 100, но закрепилась на седьмой строчке в чарте Bubbling Under Hot 100 Singles[69].